# 엄숙주의
엄숙주의(嚴肅主義)는 리고리슴(rigorism) 또는 엄격주의(嚴格主義)라고도 하며, 자연적·육체적인 본능·욕망을 이성으로써 엄격하게 억제 및 통제하는 것을 선이라고 하는 윤리관이다.
고대에는 스토아 학파, 신피타고라스 학파, 신플라톤주의 학파 등이 체계적으로 전개했고, 근대에는 칸트, 스피노자 등의 도덕설이 대표적인 엄숙주의로 평가받는다.